# 울트라손
울트라손 AG(Ultrasone AG)는 독일의 회사로, 하이엔드 스튜디오, 디스크 자키, 소비자용 헤드폰을 전문으로 한다. 울트라손 본사는 독일 투칭에 위치해 있다.

## 개요
울트라손 AG는 1990년 12월 플로리안 M. 쾨니히가 독일 GmbH로 설립했으며, 프로페셔널 오디오 분야에 중점을 둔 고급 헤드폰 제조를 목표로 했다. 많은 울트라손 헤드폰의 특징은 S-Logic이라는 독점적인 서라운드 사운드 시뮬레이션 기술이다. 이 과정은 분산된 변환기 위치를 사용하여 외부 귀에 소리를 퍼뜨려 스피커를 통해 들리는 소리를 모방하려고 시도한다. 기존 헤드폰은 소리를 직접 귀로 쏜다.
1999년부터 울트라손 AG는 효율적인 변환기와 전자기파를 줄이기 위해 차폐된 이어컵(LE/ULE(저/초저 방출)로 지정됨)을 사용하여 청력 손상 위험을 줄인다고 주장하는 헤드폰을 생산하고 있다. 울트라손은 머리에 가까운 자기장이 "청취 피로"에 기여하고 "잠재적인 건강 위험"이 될 수 있다고 주장한다. 울트라손에 따르면, 이들의 헤드폰은 다른 헤드폰에 비해 자기 방출을 최대 98%까지 줄인다.

## 같이 보기
- 전기 민감성